# Eriesthis hypocrita
Eriesthis hypocrita är en skalbaggsart som beskrevs av Louis Albert Péringuey 1902. Eriesthis hypocrita ingår i släktet Eriesthis och familjen Melolonthidae. Inga underarter finns listade i Catalogue of Life.